# Flammenwerfer 41
Flammenwerfer 41 или FmW 41 был стандартным огнемётом Вермахта с 1941 года.
Является модернизацией более раннего Flammenwerfer 35, основной проблемой которого был чрезмерный вес в 36 кг, тогда как Flammenwerfer 41 весил всего 18 кг. Он выполнял аналогичную роль других огнемётов того времени, а именно зачищал вражеские траншеи и здания в сильно укреплённых районах. С 1942 по апрель 1945 года было выпущено 64.284 огнемёта данной модели. После 1945 года использование огнеметов во всем мире постепенно сокращалось, и Бундесвер тоже перестал их использовать.
Как и во многих других конструкциях того времени, в FmW 41 использовался сжатый азот для воспламенения смеси смолы и бензина, которая поджигалась из брандспойта. Бензин и топливо перевозились в отдельных задних баках, вмещавших 11,8 литров смеси смолы и бензина под названием Flammöl 19.
FmW 41 оказался надёжнее и проще в эксплуатации, чем его предшественник, имел увеличенную дальность стрельбы — 32 метра. и был легче.
Проблемы возникли зимой 1941 года, когда он использовался против Красной Армии, поскольку его воспламенитель не мог работать в условиях низкой температуры. В более поздних версиях оружия он была заменён системой на основе зарядов, которая оказалась более эффективной.